# Pocito megye
Pocito egy megye Argentína nyugati részén, San Juan tartományban. Székhelye Villa Aberastain.

## Népesség
A megye népessége a közelmúltban a következőképpen változott:
| Év   | Lakosság |
| ---- | -------- |
| 2001 | 40 891   |
| 2010 | 53 162   |